# Danh sách cầu thủ tham dự Copa America Centenario
Danh sách đội hình sơ bộ tham dự Copa América Centenario được công bố 4 tháng 5 năm 2016. và chốt hạn danh sách đến ngày 20 tháng 5 năm 2016.
Tất cả mỗi đội tham dự đều phải đăng ký 23 cầu thủ.

## Bảng A

### Colombia
Huấn luyện viên:  José Pékerman
Đây là danh sách 23 cầu thủ của đội tuyển Colombia tham dự Copa América Centenario. Óscar Murillo bị chấn thương và thay thế bởi Yerry Mina.

| Số | VT | Cầu thủ                      | Ngày sinh (tuổi)  | Trận | Bàn | Câu lạc bộ             |
| -- | -- | ---------------------------- | ----------------- | ---- | --- | ---------------------- |
| 1  | TM | David Ospina (Đội phó)       | 31 tháng 8, 1988  | 64   | 0   | Arsenal                |
| 12 | TM | Róbinson Zapata              | 30 tháng 9, 1978  | 3    | 0   | Santa Fe               |
| 23 | TM | Cristian Bonilla             | 2 tháng 6, 1993   | 0    | 0   | Atlético Nacional      |
|    |    |                              |                   |      |     |                        |
| 2  | HV | Cristián Zapata              | 30 tháng 9, 1986  | 40   | 0   | Milan                  |
| 3  | HV | Yerry Mina                   | 23 tháng 9, 1994  | 2    | 0   | Palmeiras              |
| 4  | HV | Santiago Arias               | 13 tháng 1, 1992  | 21   | 0   | PSV                    |
| 14 | HV | Stefan Medina                | 14 tháng 6, 1992  | 4    | 0   | Pachuca                |
| 15 | HV | Felipe Aguilar               | 20 tháng 1, 1993  | 0    | 0   | Atlético Nacional      |
| 18 | HV | Frank Fabra                  | 22 tháng 2, 1991  | 5    | 0   | Boca Juniors           |
| 19 | HV | Farid Díaz                   | 20 tháng 7, 1983  | 2    | 0   | Atlético Nacional      |
| 22 | HV | Jeison Murillo               | 27 tháng 5, 1992  | 16   | 1   | Internazionale         |
|    |    |                              |                   |      |     |                        |
| 5  | TV | Guillermo Celis              | 8 tháng 5, 1993   | 1    | 0   | Junior                 |
| 6  | TV | Carlos Sánchez               | 6 tháng 2, 1986   | 62   | 0   | Aston Villa            |
| 10 | TV | James Rodríguez (Đội trưởng) | 12 tháng 7, 1991  | 42   | 14  | Real Madrid            |
| 11 | TV | Juan Guillermo Cuadrado      | 26 tháng 5, 1988  | 49   | 5   | Juventus               |
| 8  | TV | Edwin Cardona                | 8 tháng 12, 1992  | 14   | 3   | Monterrey              |
| 13 | TV | Sebastián Pérez              | 29 tháng 3, 1993  | 2    | 1   | Atlético Nacional      |
| 16 | TV | Daniel Torres                | 15 tháng 11, 1989 | 4    | 0   | Independiente Medellín |
| 20 | TV | Andrés Felipe Roa            | 25 tháng 5, 1993  | 1    | 0   | Deportivo Cali         |
|    |    |                              |                   |      |     |                        |
| 7  | TĐ | Carlos Bacca                 | 8 tháng 9, 1986   | 27   | 11  | Milan                  |
| 9  | TĐ | Roger Martínez               | 23 tháng 6, 1994  | 0    | 0   | Racing Club            |
| 17 | TĐ | Dayro Moreno                 | 16 tháng 9, 1985  | 27   | 2   | Tijuana                |
| 21 | TĐ | Marlos Moreno                | 20 tháng 9, 1996  | 2    | 0   | Atlético Nacional      |

### Costa Rica
Huấn luyện viên: Óscar Ramírez
Đây là danh sách 23 cầu thủ của đội tuyển Costa Rica tham dự Copa América Centenario. Ngày 20 tháng 5, thủ môn Esteban Alvarado bị chấn thương và thay thế bởi Leonel Moreira. Ngày 31 tháng 5, Keylor Navas bị chấn thương bắp chân trái và thay thế bởi Danny Carvajal, và Ariel Rodríguez bị chấn thương và thay thế bởi Johnny Woodly.
| Số | VT | Cầu thủ                 | Ngày sinh (tuổi)  | Trận | Bàn | Câu lạc bộ           |
| -- | -- | ----------------------- | ----------------- | ---- | --- | -------------------- |
| 1  | TM | Danny Carvajal          | 8 tháng 1, 1989   | 0    | 0   | Deportivo Saprissa   |
| 18 | TM | Patrick Pemberton       | 24 tháng 5, 1982  | 27   | 0   | Alajuelense          |
| 23 | TM | Leonel Moreira          | 4 tháng 4, 1990   | 5    | 0   | Herediano            |
|    |    |                         |                   |      |     |                      |
| 2  | HV | Johnny Acosta           | 21 tháng 7, 1983  | 40   | 2   | Alajuelense          |
| 3  | HV | Francisco Calvo         | 8 tháng 7, 1992   | 11   | 0   | Deportivo Saprissa   |
| 4  | HV | Michael Umaña           | 16 tháng 7, 1982  | 92   | 1   | Persepolis           |
| 6  | HV | Óscar Duarte            | 3 tháng 6, 1989   | 28   | 2   | Espanyol             |
| 8  | HV | Bryan Oviedo            | 18 tháng 2, 1990  | 28   | 1   | Everton              |
| 15 | HV | José Salvatierra        | 10 tháng 10, 1989 | 26   | 0   | Alajuelense          |
| 16 | HV | Cristian Gamboa         | 24 tháng 10, 1989 | 47   | 2   | West Bromwich Albion |
| 19 | HV | Kendall Waston          | 1 tháng 1, 1988   | 7    | 1   | Vancouver Whitecaps  |
| 22 | HV | Rónald Matarrita        | 9 tháng 7, 1994   | 8    | 0   | New York City        |
|    |    |                         |                   |      |     |                      |
| 5  | TV | Celso Borges            | 27 tháng 5, 1988  | 88   | 20  | Deportivo La Coruña  |
| 7  | TV | Christian Bolaños       | 30 tháng 5, 1984  | 57   | 2   | Vancouver Whitecaps  |
| 11 | TV | Johan Venegas           | 27 tháng 11, 1988 | 21   | 5   | Montreal Impact      |
| 13 | TV | Óscar Granados          | 25 tháng 10, 1985 | 14   | 0   | Herediano            |
| 14 | TV | Randall Azofeifa        | 30 tháng 12, 1984 | 38   | 1   | Herediano            |
| 17 | TV | Yeltsin Tejeda          | 17 tháng 3, 1992  | 34   | 0   | Evian                |
|    |    |                         |                   |      |     |                      |
| 9  | TĐ | Álvaro Saborío          | 22 tháng 3, 1982  | 107  | 35  | D.C. United          |
| 10 | TĐ | Bryan Ruiz (Đội trưởng) | 18 tháng 8, 1985  | 87   | 21  | Sporting CP          |
| 12 | TĐ | Joel Campbell           | 26 tháng 6, 1992  | 58   | 11  | Arsenal              |
| 20 | TĐ | Johnny Woodly           | 27 tháng 7, 1980  | 0    | 0   | Alajuelense          |
| 21 | TĐ | Marco Ureña             | 5 tháng 3, 1990   | 40   | 10  | Midtjylland          |

### Paraguay
Huấn luyện viên:  Ramón Díaz
Đây là danh sách 23 cầu thủ của đội tuyển Paraguay tham dự Copa América Centenario. Tiền đạo Roque Santa Cruz bị chấn thương và thay thế bởi Antonio Sanabria. Pablo Aguilar và Néstor Ortigoza đều bị chấn thương và cùng thay thế bởi Víctor Ayala và Iván Piris.
| Số | VT | Cầu thủ               | Ngày sinh (tuổi)  | Trận | Bàn | Câu lạc bộ        |
| -- | -- | --------------------- | ----------------- | ---- | --- | ----------------- |
| 1  | TM | Justo Villar          | 30 tháng 6, 1977  | 114  | 0   | Colo-Colo         |
| 12 | TM | Antony Silva          | 27 tháng 2, 1984  | 14   | 0   | Cerro Porteño     |
| 22 | TM | Diego Barreto         | 16 tháng 7, 1981  | 13   | 0   | Olimpia           |
|    |    |                       |                   |      |     |                   |
| 2  | HV | Fabián Balbuena       | 23 tháng 8, 1991  | 3    | 0   | Corinthians       |
| 3  | HV | Gustavo Gómez         | 6 tháng 5, 1993   | 13   | 2   | Lanús             |
| 4  | HV | Iván Piris            | 10 tháng 3, 1989  | 24   | 0   | Udinese           |
| 5  | HV | Bruno Valdez          | 6 tháng 10, 1992  | 10   | 0   | Cerro Porteño     |
| 6  | HV | Miguel Samudio        | 24 tháng 8, 1986  | 33   | 1   | América           |
| 14 | HV | Paulo da Silva (c)    | 1 tháng 2, 1980   | 133  | 2   | Toluca            |
| 20 | HV | Víctor Ayala          | 1 tháng 1, 1988   | 17   | 0   | Lanús             |
|    |    |                       |                   |      |     |                   |
| 8  | TV | Juan Rodrigo Rojas    | 9 tháng 4, 1988   | 6    | 0   | Cerro Porteño     |
| 13 | TV | Blás Riveros          | 16 tháng 4, 1998  | 0    | 0   | Olimpia           |
| 16 | TV | Celso Ortiz           | 26 tháng 1, 1989  | 8    | 0   | AZ                |
| 21 | TV | Óscar Romero          | 4 tháng 7, 1992   | 17   | 1   | Racing            |
| 23 | TV | Robert Piris Da Motta | 26 tháng 7, 1994  | 0    | 0   | Olimpia           |
|    |    |                       |                   |      |     |                   |
| 7  | TĐ | Jorge Benítez         | 2 tháng 9, 1992   | 5    | 1   | Cruz Azul         |
| 9  | TĐ | Antonio Sanabria      | 4 tháng 3, 1996   | 5    | 0   | Sporting de Gijón |
| 10 | TĐ | Derlis González       | 23 tháng 3, 1994  | 20   | 3   | Dynamo Kyiv       |
| 11 | TĐ | Édgar Benítez         | 8 tháng 11, 1987  | 52   | 8   | Querétaro         |
| 15 | TĐ | Juan Iturbe           | 4 tháng 6, 1993   | 1    | 0   | AFC Bournemouth   |
| 17 | TĐ | Miguel Almirón        | 13 tháng 11, 1993 | 1    | 0   | Lanús             |
| 18 | TĐ | Nelson Haedo Valdez   | 28 tháng 11, 1983 | 74   | 13  | Seattle Sounders  |
| 19 | TĐ | Dario Lezcano         | 30 tháng 6, 1990  | 5    | 4   | Ingolstadt 04     |

### Hoa Kỳ
Huấn luyện viên:  Jürgen Klinsmann
Đây là danh sách 23 cầu thủ của đội tuyển Hoa Kỳ tham dự Copa América Centenario được công bố vào ngày 21 tháng 5. Timothy Chandler bị chấn thương và thay thế bởi Edgar Castillo vào ngày 27 tháng 5.
| Số | VT | Cầu thủ                      | Ngày sinh (tuổi)  | Trận | Bàn | Câu lạc bộ               |
| -- | -- | ---------------------------- | ----------------- | ---- | --- | ------------------------ |
| 1  | TM | Brad Guzan                   | 9 tháng 9, 1984   | 42   | 0   | Aston Villa              |
| 12 | TM | Tim Howard                   | 6 tháng 3, 1979   | 107  | 0   | Everton                  |
| 22 | TM | Ethan Horvath                | 9 tháng 6, 1995   | 0    | 0   | Molde                    |
|    |    |                              |                   |      |     |                          |
| 2  | HV | DeAndre Yedlin               | 9 tháng 7, 1993   | 31   | 0   | Sunderland               |
| 3  | HV | Steve Birnbaum               | 23 tháng 1, 1991  | 4    | 1   | D.C. United              |
| 5  | HV | Matt Besler                  | 11 tháng 2, 1987  | 31   | 0   | Sporting Kansas City     |
| 6  | HV | John Brooks                  | 28 tháng 1, 1993  | 18   | 2   | Hertha BSC               |
| 14 | HV | Michael Orozco               | 7 tháng 2, 1986   | 22   | 4   | Tijuana                  |
| 20 | HV | Geoff Cameron                | 11 tháng 7, 1985  | 39   | 4   | Stoke City               |
| 21 | HV | Edgar Castillo               | 8 tháng 10, 1986  | 18   | 0   | Monterrey                |
| 23 | HV | Fabian Johnson               | 11 tháng 12, 1987 | 42   | 2   | Borussia Mönchengladbach |
|    |    |                              |                   |      |     |                          |
| 4  | TV | Michael Bradley (Đội trưởng) | 31 tháng 7, 1987  | 113  | 15  | Toronto FC               |
| 10 | TV | Darlington Nagbe             | 19 tháng 7, 1990  | 5    | 0   | Portland Timbers         |
| 11 | TV | Alejandro Bedoya             | 29 tháng 4, 1987  | 45   | 2   | Nantes                   |
| 13 | TV | Jermaine Jones               | 3 tháng 11, 1981  | 58   | 3   | Colorado Rapids          |
| 15 | TV | Kyle Beckerman               | 23 tháng 4, 1982  | 52   | 1   | Real Salt Lake           |
| 16 | TV | Perry Kitchen                | 29 tháng 2, 1992  | 3    | 0   | Heart of Midlothian      |
| 19 | TV | Graham Zusi                  | 18 tháng 8, 1986  | 33   | 4   | Sporting Kansas City     |
|    |    |                              |                   |      |     |                          |
| 7  | TĐ | Bobby Wood                   | 15 tháng 11, 1992 | 16   | 4   | Hamburger SV             |
| 8  | TĐ | Clint Dempsey                | 9 tháng 3, 1983   | 122  | 49  | Seattle Sounders FC      |
| 9  | TĐ | Gyasi Zardes                 | 2 tháng 9, 1991   | 23   | 3   | LA Galaxy                |
| 17 | TĐ | Christian Pulisic            | 18 tháng 9, 1998  | 1    | 0   | Borussia Dortmund        |
| 18 | TĐ | Chris Wondolowski            | 28 tháng 1, 1983  | 31   | 10  | San Jose Earthquakes     |

## Bảng B

### Brasil
Huấn luyện viên: Dunga
Đây là danh sách 23 cầu thủ của đội tuyển Brasil tham dự Copa América Centenario. Ricardo Oliveira và Douglas Costa đều bị chấn thương và cùng thay thế bởi Jonas và Kaká vào các ngày 20 và 26 tháng 6 respectively. Rafinha và Ederson đều bị chấn thương vào ngày 31 tháng 5 và cùng thay thế bởi Lucas Moura và Marcelo Grohe. Nhưng đến lần chót, Kaká tái phát chấn thương vào ngày 1 tháng 6 và thay thế bởi Paulo Henrique Ganso. Luiz Gustavo bị chấn thương vào ngày 2 tháng 6 và thay thế bởi Walace.

| Số | VT | Cầu thủ              | Ngày sinh (tuổi)  | Trận | Bàn | Câu lạc bộ             |
| -- | -- | -------------------- | ----------------- | ---- | --- | ---------------------- |
| 1  | TM | Alisson              | 2 tháng 10, 1992  | 5    | 0   | Internacional          |
| 12 | TM | Diego Alves          | 24 tháng 6, 1985  | 8    | 0   | Valencia               |
| 23 | TM | Marcelo Grohe        | 13 tháng 1, 1987  | 2    | 0   | Grêmio                 |
|    |    |                      |                   |      |     |                        |
| 2  | HV | Dani Alves           | 6 tháng 5, 1983   | 89   | 7   | Barcelona              |
| 3  | HV | Miranda              | 7 tháng 9, 1984   | 29   | 0   | Internazionale         |
| 4  | HV | Gil                  | 12 tháng 6, 1987  | 6    | 0   | Sơn Đông Lỗ Năng       |
| 6  | HV | Filipe Luís          | 9 tháng 8, 1985   | 23   | 1   | Atlético Madrid        |
| 13 | HV | Marquinhos           | 14 tháng 5, 1994  | 9    | 0   | Paris Saint-Germain    |
| 14 | HV | Rodrigo Caio         | 17 tháng 8, 1993  | 1    | 0   | São Paulo              |
| 15 | HV | Fabinho              | 23 tháng 10, 1993 | 3    | 0   | Monaco                 |
| 16 | HV | Douglas Santos       | 22 tháng 3, 1994  | 1    | 0   | Atlético Mineiro       |
|    |    |                      |                   |      |     |                        |
| 5  | TV | Casemiro             | 23 tháng 2, 1992  | 9    | 0   | Real Madrid            |
| 7  | TV | Paulo Henrique Ganso | 12 tháng 10, 1989 | 8    | 0   | São Paulo              |
| 8  | TV | Elias                | 16 tháng 5, 1985  | 31   | 0   | Corinthians            |
| 10 | TV | Lucas Lima           | 9 tháng 7, 1990   | 9    | 1   | Santos                 |
| 17 | TV | Walace               | 4 tháng 4, 1995   | 0    | 0   | Grêmio                 |
| 18 | TV | Renato Augusto       | 8 tháng 2, 1988   | 7    | 2   | Bắc Kinh Quốc An       |
| 19 | TV | Willian              | 9 tháng 8, 1988   | 34   | 6   | Chelsea                |
| 20 | TV | Lucas Moura          | 13 tháng 8, 1992  | 33   | 4   | Paris Saint-Germain    |
| 22 | TV | Philippe Coutinho    | 12 tháng 6, 1992  | 13   | 1   | Liverpool              |
|    |    |                      |                   |      |     |                        |
| 9  | TĐ | Jonas                | 1 tháng 4, 1984   | 9    | 2   | Benfica                |
| 11 | TĐ | Gabriel              | 30 tháng 8, 1996  | 1    | 1   | Santos                 |
| 21 | TĐ | Hulk                 | 25 tháng 7, 1986  | 46   | 12  | Zenit Saint Petersburg |

### Ecuador
Huấn luyện viên:  Gustavo Quinteros
Đây là danh sách 23 cầu thủ của đội tuyển Ecuador tham dự Copa América Centenario.

| Số | VT | Cầu thủ             | Ngày sinh (tuổi)  | Trận | Bàn | Câu lạc bộ           |
| -- | -- | ------------------- | ----------------- | ---- | --- | -------------------- |
| 1  | TM | Máximo Banguera     | 16 tháng 12, 1985 | 27   | 0   | Barcelona            |
| 12 | TM | Esteban Dreer       | 11 tháng 11, 1981 | 1    | 0   | Emelec               |
| 22 | TM | Alexander Domínguez | 5 tháng 6, 1987   | 36   | 0   | LDU Quito            |
|    |    |                     |                   |      |     |                      |
| 2  | HV | Arturo Mina         | 8 tháng 10, 1990  | 7    | 0   | Independiente        |
| 3  | HV | Frickson Erazo      | 5 tháng 5, 1988   | 57   | 2   | Atlético Mineiro     |
| 4  | HV | Juan Carlos Paredes | 8 tháng 7, 1987   | 58   | 0   | Watford              |
| 5  | HV | Cristian Ramírez    | 12 tháng 8, 1994  | 4    | 0   | Ferencváros          |
| 10 | HV | Walter Ayoví        | 11 tháng 8, 1979  | 111  | 8   | Monterrey            |
| 20 | HV | Robert Arboleda     | 22 tháng 10, 1991 | 0    | 0   | Universidad Católica |
| 21 | HV | Gabriel Achilier    | 23 tháng 3, 1985  | 36   | 0   | Emelec               |
|    |    |                     |                   |      |     |                      |
| 6  | TV | Christian Noboa     | 9 tháng 4, 1985   | 63   | 3   | Rostov               |
| 7  | TV | Jefferson Montero   | 1 tháng 9, 1989   | 55   | 10  | Swansea City         |
| 8  | TV | Fernando Gaibor     | 8 tháng 11, 1991  | 4    | 0   | Emelec               |
| 9  | TV | Fidel Martínez      | 15 tháng 2, 1990  | 23   | 7   | UNAM                 |
| 11 | TV | Michael Arroyo      | 23 tháng 4, 1987  | 26   | 4   | América              |
| 14 | TV | Ángel Mena          | 21 tháng 1, 1988  | 6    | 1   | Emelec               |
| 15 | TV | Pedro Larrea        | 21 tháng 5, 1986  | 0    | 0   | El Nacional          |
| 16 | TV | Antonio Valencia    | 4 tháng 8, 1985   | 80   | 8   | Manchester United    |
| 18 | TV | Carlos Gruezo       | 19 tháng 4, 1995  | 10   | 0   | FC Dallas            |
|    |    |                     |                   |      |     |                      |
| 13 | TĐ | Enner Valencia      | 4 tháng 11, 1989  | 24   | 14  | West Ham United      |
| 17 | TĐ | Jaime Ayoví         | 21 tháng 2, 1988  | 34   | 9   | Godoy Cruz           |
| 19 | TĐ | Juan Cazares        | 3 tháng 4, 1992   | 12   | 1   | Atlético Mineiro     |
| 23 | TĐ | Miller Bolaños      | 1 tháng 6, 1990   | 12   | 6   | Grêmio               |

### Haiti
Huấn luyện viên:  Patrice Neveu
Đây là danh sách 23 cầu thủ của đội tuyển Haiti tham dự Copa América Centenario.

| Số | VT | Cầu thủ               | Ngày sinh (tuổi)  | Trận | Bàn | Câu lạc bộ               |
| -- | -- | --------------------- | ----------------- | ---- | --- | ------------------------ |
| 1  | TM | Johnny Placide (c)    | 21 tháng 1, 1989  | 27   | 0   | Reims                    |
| 12 | TM | Steward Ceus          | 26 tháng 3, 1987  | 8    | 0   | Minnesota United         |
| 23 | TM | Luis Valendi Odelus   | 1 tháng 12, 1994  | 0    | 0   | Aigle Noir               |
|    |    |                       |                   |      |     |                          |
| 2  | HV | Jean Sony Alcénat     | 23 tháng 1, 1986  | 64   | 7   | Voluntari                |
| 3  | HV | Mechack Jérôme        | 21 tháng 4, 1990  | 52   | 2   | Jacksonville Armada      |
| 4  | HV | Kim Jaggy             | 14 tháng 11, 1982 | 19   | 1   | Aarau                    |
| 5  | HV | Romain Genevois       | 28 tháng 10, 1987 | 4    | 0   | Nice                     |
| 6  | HV | Stéphane Lambese      | 10 tháng 5, 1995  | 4    | 0   | Paris Saint-Germain      |
| 8  | HV | Réginal Goreux        | 31 tháng 12, 1987 | 21   | 2   | Standard Liège           |
| 18 | HV | Judelin Aveska        | 21 tháng 10, 1987 | 46   | 1   | Atlético Uruguay         |
| 22 | HV | Alex Junior Christian | 5 tháng 12, 1993  | 5    | 0   | Vila Real                |
|    |    |                       |                   |      |     |                          |
| 11 | TV | Pascal Millien        | 3 tháng 5, 1986   | 31   | 2   | Jacksonville Armada      |
| 13 | TV | Kevin Lafrance        | 13 tháng 1, 1990  | 21   | 2   | Chrobry Głogów           |
| 14 | TV | James Marcelin        | 13 tháng 6, 1986  | 29   | 3   | Carolina RailHawks       |
| 15 | TV | Sony Norde            | 27 tháng 7, 1989  | 25   | 3   | Mohun Bagan              |
| 16 | TV | Jean Alexandre        | 24 tháng 8, 1986  | 38   | 2   | Fort Lauderdale Strikers |
| 17 | TV | Soni Mustivar         | 12 tháng 2, 1990  | 11   | 0   | Sporting Kansas City     |
| 19 | TV | Max Hilaire           | 6 tháng 12, 1985  | 7    | 0   | Cholet                   |
|    |    |                       |                   |      |     |                          |
| 7  | TĐ | Wilde-Donald Guerrier | 31 tháng 3, 1989  | 36   | 7   | Wisła Kraków             |
| 9  | TĐ | Kervens Belfort       | 16 tháng 5, 1992  | 27   | 11  | 1461 Trabzon             |
| 10 | TĐ | Jeff Louis            | 8 tháng 8, 1992   | 26   | 2   | Caen                     |
| 20 | TĐ | Duckens Nazon         | 17 tháng 4, 1994  | 13   | 4   | Laval                    |
| 21 | TĐ | Jean-Eudes Maurice    | 21 tháng 6, 1986  | 30   | 10  | Sài Gòn                  |

### Peru
Huấn luyện viên:  Ricardo Gareca
Đây là danh sách 23 cầu thủ của đội tuyển Peru tham dự Copa América Centenario.

| Số | VT | Cầu thủ            | Ngày sinh (tuổi)  | Trận | Bàn | Câu lạc bộ                |
| -- | -- | ------------------ | ----------------- | ---- | --- | ------------------------- |
| 1  | TM | Pedro Gallese      | 23 tháng 2, 1990  | 19   | 0   | Juan Aurich               |
| 12 | TM | Diego Penny        | 22 tháng 4, 1984  | 15   | 0   | Sporting Cristal          |
| 23 | TM | Carlos Cáceda      | 27 tháng 9, 1991  | 0    | 0   | Universitario             |
|    |    |                    |                   |      |     |                           |
| 2  | HV | Alberto Rodríguez  | 31 tháng 3, 1984  | 52   | 0   | Sporting Cristal          |
| 3  | HV | Aldo Corzo         | 20 tháng 5, 1989  | 8    | 0   | Deportivo Municipal       |
| 4  | HV | Renzo Revoredo     | 11 tháng 5, 1986  | 18   | 0   | Sporting Cristal          |
| 6  | HV | Miguel Trauco      | 25 tháng 8, 1992  | 2    | 0   | Universitario             |
| 15 | HV | Christian Ramos    | 4 tháng 11, 1988  | 43   | 1   | Juan Aurich               |
| 17 | HV | Luis Abram         | 27 tháng 2, 1996  | 0    | 0   | Sporting Cristal          |
| 22 | HV | Jair Céspedes      | 22 tháng 5, 1984  | 7    | 0   | Sporting Cristal          |
|    |    |                    |                   |      |     |                           |
| 5  | TV | Adán Balbín        | 13 tháng 10, 1986 | 12   | 0   | Universitario             |
| 7  | TV | Luiz da Silva      | 28 tháng 12, 1996 | 0    | 0   | Jong PSV                  |
| 8  | TV | Andy Polo          | 29 tháng 9, 1994  | 1    | 0   | Universitario             |
| 13 | TV | Renato Tapia       | 28 tháng 7, 1995  | 8    | 0   | Feyenoord                 |
| 14 | TV | Armando Alfageme   | 3 tháng 11, 1990  | 0    | 0   | Deportivo Municipal       |
| 16 | TV | Óscar Vílchez      | 21 tháng 1, 1986  | 1    | 0   | Alianza Lima              |
| 18 | TV | Cristian Benavente | 19 tháng 5, 1994  | 9    | 1   | Charleroi                 |
| 19 | TV | Yoshimar Yotún     | 7 tháng 4, 1990   | 52   | 1   | Malmö FF                  |
| 21 | TV | Alejandro Hohberg  | 20 tháng 9, 1991  | 0    | 0   | Universidad César Vallejo |
|    |    |                    |                   |      |     |                           |
| 9  | TĐ | Paolo Guerrero     | 1 tháng 1, 1984   | 67   | 26  | Flamengo                  |
| 10 | TĐ | Christian Cueva    | 23 tháng 11, 1991 | 21   | 1   | Toluca                    |
| 11 | TĐ | Raúl Ruidíaz       | 25 tháng 7, 1990  | 13   | 1   | Universitario             |
| 20 | TĐ | Edison Flores      | 15 tháng 5, 1994  | 4    | 0   | Universitario             |

## Bảng C

### Jamaica
Huấn luyện viên:  Winfried Schäfer
Đây là danh sách 23 cầu thủ của đội tuyển Jamaica tham dự Copa América Centenario Ngày 2 tháng 6, Simon Dawkins bị chấn thương và thay thế bởi Joel Grant.

| Số | VT | Cầu thủ           | Ngày sinh (tuổi)  | Trận | Bàn | Câu lạc bộ             |
| -- | -- | ----------------- | ----------------- | ---- | --- | ---------------------- |
| 1  | TM | Andre Blake       | 21 tháng 11, 1990 | 15   | 0   | Philadelphia Union     |
| 13 | TM | Duwayne Kerr      | 16 tháng 2, 1987  | 14   | 0   | Sarpsborg 08           |
| 23 | TM | Ryan Thompson     | 7 tháng 1, 1985   | 7    | 0   | Saint Louis FC         |
|    |    |                   |                   |      |     |                        |
| 2  | HV | Damano Solomon    | 13 tháng 10, 1994 | 0    | 0   | Portmore United        |
| 3  | HV | Michael Hector    | 19 tháng 7, 1992  | 13   | 0   | Chelsea                |
| 4  | HV | Wes Morgan        | 21 tháng 1, 1984  | 25   | 0   | Leicester City         |
| 5  | HV | Rosario Harriott  | 26 tháng 9, 1989  | 1    | 0   | Harbour View           |
| 19 | HV | Adrian Mariappa   | 3 tháng 10, 1986  | 37   | 1   | Crystal Palace         |
| 20 | HV | Kemar Lawrence    | 17 tháng 9, 1992  | 31   | 2   | New York Red Bulls     |
| 21 | HV | Jermaine Taylor   | 14 tháng 1, 1985  | 85   | 0   | Portland Timbers       |
|    |    |                   |                   |      |     |                        |
| 7  | TV | Chevone Marsh     | 25 tháng 2, 1994  | 0    | 0   | Cavalier               |
| 10 | TV | Jobi McAnuff      | 9 tháng 11, 1981  | 26   | 1   | Leyton Orient          |
| 11 | TV | Andrew Vanzie     | 26 tháng 11, 1990 | 3    | 0   | Humble Lions           |
| 12 | TV | Michael Binns     | 12 tháng 8, 1988  | 0    | 0   | Portmore United        |
| 15 | TV | Je-Vaughn Watson  | 22 tháng 10, 1983 | 54   | 2   | New England Revolution |
| 16 | TV | Lee Williamson    | 7 tháng 6, 1982   | 4    | 0   | Blackburn Rovers       |
| 17 | TV | Rodolph Austin    | 1 tháng 6, 1985   | 84   | 7   | Brøndby IF             |
| 18 | TV | Joel Grant        | 26 tháng 8, 1987  | 13   | 2   | Exeter City            |
| 22 | TV | Garath McCleary   | 15 tháng 5, 1987  | 19   | 3   | Reading                |
|    |    |                   |                   |      |     |                        |
| 6  | TĐ | Dever Orgill      | 8 tháng 3, 1990   | 5    | 0   | IFK Mariehamn          |
| 8  | TĐ | Clayton Donaldson | 7 tháng 2, 1984   | 4    | 1   | Birmingham City        |
| 9  | TĐ | Giles Barnes      | 5 tháng 8, 1988   | 14   | 3   | Houston Dynamo         |
| 14 | TĐ | Allan Ottey       | 18 tháng 12, 1992 | 5    | 0   | Montego Bay United     |

### Mexico
Huấn luyện viên:  Juan Carlos Osorio
Đây là danh sách 23 cầu thủ của đội tuyển Mexico tham dự Copa América Centenario.

| Số | VT | Cầu thủ              | Ngày sinh (tuổi) | Trận | Bàn | Câu lạc bộ       |
| -- | -- | -------------------- | ---------------- | ---- | --- | ---------------- |
| 1  | TM | José de Jesús Corona | 26 tháng 1, 1981 | 42   | 0   | Cruz Azul        |
| 12 | TM | Alfredo Talavera     | 18 tháng 9, 1982 | 20   | 0   | Toluca           |
| 13 | TM | Guillermo Ochoa      | 13 tháng 7, 1985 | 74   | 0   | Málaga           |
|    |    |                      |                  |      |     |                  |
| 2  | HV | Néstor Araujo        | 21 tháng 8, 1991 | 5    | 1   | Santos Laguna    |
| 3  | HV | Yasser Corona        | 28 tháng 7, 1987 | 4    | 0   | Querétaro        |
| 4  | HV | Rafael Márquez       | 13 tháng 2, 1979 | 129  | 15  | Atlas            |
| 5  | HV | Diego Reyes          | 19 tháng 9, 1992 | 32   | 0   | Real Sociedad    |
| 6  | HV | Jorge Torres Nilo    | 16 tháng 1, 1988 | 45   | 1   | UANL             |
| 7  | HV | Miguel Layún         | 25 tháng 6, 1988 | 38   | 3   | Porto            |
| 15 | HV | Héctor Moreno        | 17 tháng 1, 1988 | 66   | 1   | PSV              |
| 22 | HV | Paul Aguilar         | 6 tháng 3, 1986  | 50   | 5   | América          |
| 23 | HV | Jesús Molina         | 29 tháng 3, 1988 | 11   | 0   | Santos Laguna    |
|    |    |                      |                  |      |     |                  |
| 16 | TV | Héctor Herrera       | 19 tháng 4, 1990 | 39   | 3   | Porto            |
| 18 | TV | Andrés Guardado      | 28 tháng 9, 1986 | 124  | 23  | PSV              |
| 20 | TV | Jesús Dueñas         | 16 tháng 3, 1989 | 6    | 1   | UANL             |
| 21 | TV | Carlos Peña          | 25 tháng 3, 1990 | 16   | 1   | Guadalajara      |
|    |    |                      |                  |      |     |                  |
| 8  | TĐ | Hirving Lozano       | 30 tháng 7, 1995 | 2    | 1   | Pachuca          |
| 9  | TĐ | Raúl Jiménez         | 5 tháng 5, 1991  | 42   | 8   | Benfica          |
| 10 | TĐ | Jesús Manuel Corona  | 6 tháng 1, 1993  | 20   | 5   | Porto            |
| 11 | TĐ | Javier Aquino        | 11 tháng 2, 1990 | 35   | 0   | UANL             |
| 14 | TĐ | Javier Hernández     | 1 tháng 6, 1988  | 80   | 43  | Bayer Leverkusen |
| 17 | TĐ | Jürgen Damm          | 7 tháng 11, 1992 | 3    | 1   | UANL             |
| 19 | TĐ | Oribe Peralta        | 12 tháng 1, 1984 | 46   | 21  | América          |

### Uruguay
Huấn luyện viên: Óscar Tabárez
Đây là danh sách 23 cầu thủ của đội tuyển Uruguay tham dự Copa América Centenario. Ngày 30 tháng 5, Cristian Rodríguez bị chấn thương và thay thế bởi Diego Laxalt.

| Số | VT | Cầu thủ             | Ngày sinh (tuổi)  | Trận | Bàn | Câu lạc bộ           |
| -- | -- | ------------------- | ----------------- | ---- | --- | -------------------- |
| 1  | TM | Fernando Muslera    | 16 tháng 6, 1986  | 79   | 0   | Galatasaray          |
| 12 | TM | Martín Campaña      | 29 tháng 5, 1989  | 0    | 0   | Independiente        |
| 23 | TM | Martín Silva        | 25 tháng 3, 1983  | 7    | 0   | Vasco da Gama        |
|    |    |                     |                   |      |     |                      |
| 2  | HV | José María Giménez  | 20 tháng 1, 1995  | 25   | 3   | Atlético Madrid      |
| 3  | HV | Diego Godín         | 16 tháng 2, 1986  | 97   | 7   | Atlético Madrid      |
| 4  | HV | Jorge Fucile        | 19 tháng 11, 1984 | 46   | 0   | Nacional             |
| 6  | HV | Álvaro Pereira      | 28 tháng 11, 1985 | 78   | 7   | Getafe               |
| 13 | HV | Mauricio Victorino  | 11 tháng 10, 1982 | 23   | 0   | Nacional             |
| 16 | HV | Maxi Pereira        | 8 tháng 6, 1984   | 110  | 3   | Porto                |
| 18 | HV | Mathías Corujo      | 8 tháng 5, 1986   | 12   | 0   | Universidad de Chile |
| 19 | HV | Gastón Silva        | 5 tháng 3, 1994   | 2    | 0   | Torino               |
|    |    |                     |                   |      |     |                      |
| 5  | TV | Carlos Sánchez      | 2 tháng 12, 1984  | 16   | 0   | Monterrey            |
| 7  | TV | Diego Laxalt        | 7 tháng 2, 1993   | 0    | 0   | Genoa                |
| 10 | TV | Gastón Ramírez      | 2 tháng 12, 1990  | 34   | 0   | Middlesbrough        |
| 14 | TV | Nicolás Lodeiro     | 21 tháng 3, 1989  | 44   | 3   | Boca Juniors         |
| 15 | TV | Matías Vecino       | 24 tháng 8, 1991  | 2    | 0   | Fiorentina           |
| 17 | TV | Egidio Arévalo Ríos | 1 tháng 1, 1982   | 77   | 0   | Atlas                |
| 20 | TV | Álvaro González     | 29 tháng 10, 1984 | 62   | 3   | Atlas                |
|    |    |                     |                   |      |     |                      |
| 8  | TĐ | Abel Hernández      | 8 tháng 8, 1990   | 25   | 10  | Hull City            |
| 9  | TĐ | Luis Suárez         | 24 tháng 1, 1987  | 84   | 45  | Barcelona            |
| 11 | TĐ | Cristhian Stuani    | 10 tháng 12, 1986 | 27   | 5   | Middlesbrough        |
| 21 | TĐ | Edinson Cavani      | 14 tháng 2, 1987  | 80   | 30  | Paris Saint-Germain  |
| 22 | TĐ | Diego Rolán         | 24 tháng 3, 1993  | 18   | 3   | Bordeaux             |

### Venezuela
Huấn luyện viên: Rafael Dudamel
Đây là danh sách 23 cầu thủ của đội tuyển Venezuela tham dự Copa América Centenario.

| Số | VT | Cầu thủ                   | Ngày sinh (tuổi)  | Trận | Bàn | Câu lạc bộ           |
| -- | -- | ------------------------- | ----------------- | ---- | --- | -------------------- |
| 1  | TM | José Contreras            | 20 tháng 10, 1994 | 2    | 0   | Deportivo Táchira    |
| 12 | TM | Dani Hernández            | 21 tháng 10, 1985 | 20   | 0   | Tenerife             |
| 23 | TM | Wuilker Faríñez           | 15 tháng 2, 1998  | 0    | 0   | Caracas              |
|    |    |                           |                   |      |     |                      |
| 2  | HV | Wilker Ángel              | 18 tháng 3, 1993  | 4    | 2   | Deportivo Táchira    |
| 3  | HV | Mikel Villanueva          | 14 tháng 4, 1993  | 2    | 1   | Atlético Malagueño   |
| 4  | HV | Oswaldo Vizcarrondo       | 31 tháng 5, 1984  | 71   | 8   | Nantes               |
| 6  | HV | José Manuel Velázquez     | 8 tháng 9, 1990   | 15   | 1   | Arouca               |
| 16 | HV | Roberto Rosales           | 20 tháng 11, 1988 | 63   | 0   | Málaga               |
| 20 | HV | Rolf Feltscher            | 10 tháng 6, 1990  | 5    | 0   | Duisburg             |
| 21 | HV | Alexander González        | 13 tháng 9, 1992  | 30   | 1   | Huesca               |
|    |    |                           |                   |      |     |                      |
| 5  | TV | Arquímedes Figuera        | 6 tháng 10, 1989  | 8    | 1   | La Guaira            |
| 8  | TV | Tomás Rincón (Đội trưởng) | 13 tháng 1, 1988  | 69   | 0   | Genoa                |
| 10 | TV | Rómulo Otero              | 9 tháng 11, 1992  | 11   | 4   | Huachipato           |
| 11 | TV | Juan Pablo Añor           | 24 tháng 1, 1994  | 3    | 0   | Málaga               |
| 13 | TV | Luis Manuel Seijas        | 23 tháng 6, 1986  | 62   | 2   | Santa Fe             |
| 14 | TV | Carlos Suárez             | 26 tháng 4, 1992  | 0    | 0   | Carabobo             |
| 15 | TV | Alejandro Guerra          | 9 tháng 7, 1985   | 52   | 4   | Atlético Nacional    |
| 18 | TV | Adalberto Peñaranda       | 31 tháng 5, 1997  | 2    | 0   | Watford              |
| 22 | TV | Yangel Herrera            | 7 tháng 1, 1998   | 0    | 0   | Atlético Venezuela   |
|    |    |                           |                   |      |     |                      |
| 7  | TĐ | Yonathan Del Valle        | 28 tháng 5, 1990  | 10   | 0   | Kasımpaşa            |
| 9  | TĐ | Salomón Rondón            | 16 tháng 9, 1989  | 47   | 14  | West Bromwich Albion |
| 17 | TĐ | Josef Martínez            | 19 tháng 5, 1993  | 24   | 4   | Torino               |
| 19 | TĐ | Christian Santos          | 24 tháng 3, 1988  | 4    | 1   | NEC                  |

## Bảng D

### Argentina
Huấn luyện viên: Gerardo Martino
Đây là danh sách 23 cầu thủ của đội tuyển Argentina tham dự Copa América Centenario. Ngày 30 tháng 5, Lucas Biglia bị chấn thương và thay thế bởi Guido Pizarro.

| Số | VT | Cầu thủ                   | Ngày sinh (tuổi)  | Trận | Bàn | Câu lạc bộ          |
| -- | -- | ------------------------- | ----------------- | ---- | --- | ------------------- |
| 1  | TM | Sergio Romero             | 22 tháng 2, 1987  | 72   | 0   | Manchester United   |
| 12 | TM | Nahuel Guzmán             | 10 tháng 2, 1986  | 6    | 0   | UANL                |
| 23 | TM | Mariano Andújar           | 30 tháng 7, 1983  | 11   | 0   | Estudiantes         |
|    |    |                           |                   |      |     |                     |
| 2  | HV | Jonathan Maidana          | 29 tháng 7, 1985  | 2    | 0   | River Plate         |
| 3  | HV | Facundo Roncaglia         | 10 tháng 2, 1987  | 10   | 0   | Fiorentina          |
| 4  | HV | Gabriel Mercado           | 18 tháng 3, 1987  | 4    | 2   | River Plate         |
| 13 | HV | Ramiro Funes Mori         | 5 tháng 3, 1991   | 6    | 0   | Everton             |
| 15 | HV | Víctor Cuesta             | 19 tháng 11, 1988 | 0    | 0   | Independiente       |
| 16 | HV | Marcos Rojo               | 20 tháng 3, 1990  | 43   | 2   | Manchester United   |
| 17 | HV | Nicolás Otamendi          | 12 tháng 2, 1988  | 31   | 1   | Manchester City     |
|    |    |                           |                   |      |     |                     |
| 5  | TV | Matías Kranevitter        | 21 tháng 5, 1993  | 4    | 0   | Atlético Madrid     |
| 6  | TV | Guido Pizarro             | 26 tháng 2, 1990  | 0    | 0   | UANL                |
| 7  | TV | Ángel Di María            | 14 tháng 2, 1988  | 72   | 16  | Paris Saint-Germain |
| 8  | TV | Augusto Fernández         | 10 tháng 4, 1986  | 11   | 1   | Atlético Madrid     |
| 14 | TV | Javier Mascherano         | 8 tháng 6, 1984   | 123  | 3   | Barcelona           |
| 18 | TV | Érik Lamela               | 4 tháng 3, 1992   | 15   | 1   | Tottenham Hotspur   |
| 19 | TV | Éver Banega               | 29 tháng 6, 1988  | 40   | 4   | Sevilla             |
| 20 | TV | Nicolás Gaitán            | 23 tháng 2, 1988  | 12   | 2   | Benfica             |
| 21 | TV | Javier Pastore            | 20 tháng 6, 1989  | 27   | 2   | Paris Saint-Germain |
|    |    |                           |                   |      |     |                     |
| 9  | TĐ | Gonzalo Higuaín           | 10 tháng 12, 1987 | 56   | 25  | Napoli              |
| 10 | TĐ | Lionel Messi (Đội trưởng) | 24 tháng 6, 1987  | 107  | 50  | Barcelona           |
| 11 | TĐ | Sergio Agüero             | 2 tháng 6, 1988   | 71   | 32  | Manchester City     |
| 22 | TĐ | Ezequiel Lavezzi          | 3 tháng 5, 1985   | 49   | 7   | Hà Bắc Trung Cơ     |

### Bolivia
Huấn luyện viên: Julio Cesar Baldivieso
Đây là danh sách 23 cầu thủ của đội tuyển Bolivia tham dự Copa América Centenario.

| Số | VT | Cầu thủ                     | Ngày sinh (tuổi)  | Trận | Bàn | Câu lạc bộ           |
| -- | -- | --------------------------- | ----------------- | ---- | --- | -------------------- |
| 1  | TM | Carlos Lampe                | 17 tháng 3, 1987  | 4    | 0   | Sport Boys           |
| 12 | TM | Romel Quiñónez              | 25 tháng 6, 1992  | 13   | 0   | Bolívar              |
| 23 | TM | Guillermo Vizcarra          | 7 tháng 2, 1993   | 0    | 0   | Oriente Petrolero    |
|    |    |                             |                   |      |     |                      |
| 2  | HV | Erwin Saavedra              | 25 tháng 2, 1996  | 3    | 0   | Bolívar              |
| 3  | HV | Luis Alberto Gutiérrez      | 10 tháng 3, 1985  | 31   | 0   | Ironi Kiryat Shmona  |
| 4  | HV | Diego Bejarano              | 24 tháng 8, 1991  | 11   | 1   | The Strongest        |
| 5  | HV | Nelson Cabrera              | 22 tháng 4, 1983  | 0    | 0   | Bolívar              |
| 17 | HV | Marvin Bejarano             | 6 tháng 3, 1988   | 26   | 0   | Oriente Petrolero    |
| 21 | HV | Ronald Eguino               | 20 tháng 2, 1988  | 15   | 0   | Bolívar              |
| 22 | HV | Edward Zenteno (Đội trưởng) | 5 tháng 12, 1984  | 25   | 0   | Jorge Wilstermann    |
|    |    |                             |                   |      |     |                      |
| 6  | TV | Wálter Veizaga              | 22 tháng 4, 1986  | 17   | 0   | The Strongest        |
| 8  | TV | Martin Smedberg-Dalence     | 10 tháng 5, 1984  | 8    | 1   | IFK Göteborg         |
| 10 | TV | Jhasmani Campos             | 10 tháng 5, 1988  | 33   | 2   | Kazma                |
| 13 | TV | Alejandro Meleán            | 16 tháng 6, 1987  | 10   | 0   | Oriente Petrolero    |
| 14 | TV | Raúl Castro                 | 19 tháng 8, 1989  | 0    | 0   | The Strongest        |
| 15 | TV | Pedro Azogue                | 6 tháng 12, 1994  | 9    | 0   | Oriente Petrolero    |
| 16 | TV | Cristhian Machado           | 20 tháng 6, 1990  | 0    | 0   | Jorge Wilstermann    |
| 19 | TV | Samuel Galindo              | 18 tháng 4, 1992  | 4    | 0   | Petrolero            |
| 20 | TV | Fernando Saucedo            | 15 tháng 3, 1990  | 1    | 0   | Jorge Wilstermann    |
|    |    |                             |                   |      |     |                      |
| 7  | TĐ | Juan Carlos Arce            | 10 tháng 4, 1985  | 49   | 8   | Bolívar              |
| 9  | TĐ | Yasmani Duk                 | 1 tháng 3, 1988   | 6    | 1   | New York Cosmos      |
| 11 | TĐ | Bruno Miranda               | 10 tháng 2, 1998  | 0    | 0   | Universidad de Chile |
| 18 | TĐ | Rodrigo Ramallo             | 14 tháng 10, 1990 | 8    | 2   | The Strongest        |

### Chile
Huấn luyện viên:  Juan Antonio Pizzi
Đây là danh sách 23 cầu thủ của đội tuyển Chile tham dự Copa América Centenario. Ngày 1 tháng 6, Matías Fernández bị chấn thương và thay thế bởi Mark González 

| Số | VT | Cầu thủ                    | Ngày sinh (tuổi)  | Trận | Bàn | Câu lạc bộ           |
| -- | -- | -------------------------- | ----------------- | ---- | --- | -------------------- |
| 1  | TM | Claudio Bravo (Đội trưởng) | 13 tháng 4, 1983  | 100  | 0   | Barcelona            |
| 12 | TM | Cristopher Toselli         | 22 tháng 6, 1988  | 4    | 0   | Universidad Católica |
| 23 | TM | Johnny Herrera             | 9 tháng 5, 1981   | 14   | 0   | Universidad de Chile |
|    |    |                            |                   |      |     |                      |
| 2  | HV | Eugenio Mena               | 18 tháng 7, 1988  | 44   | 3   | São Paulo            |
| 3  | HV | Enzo Roco                  | 16 tháng 8, 1992  | 6    | 1   | Espanyol             |
| 4  | HV | Mauricio Isla              | 12 tháng 6, 1988  | 73   | 3   | Marseille            |
| 6  | HV | José Pedro Fuenzalida      | 22 tháng 2, 1985  | 26   | 1   | Universidad Católica |
| 15 | HV | Jean Beausejour            | 3 tháng 6, 1984   | 75   | 6   | Colo-Colo            |
| 17 | HV | Gary Medel                 | 3 tháng 8, 1987   | 87   | 7   | Internazionale       |
| 18 | HV | Gonzalo Jara               | 29 tháng 8, 1985  | 87   | 3   | Universidad de Chile |
|    |    |                            |                   |      |     |                      |
| 5  | TV | Francisco Silva            | 11 tháng 2, 1986  | 23   | 0   | Chiapas              |
| 8  | TV | Arturo Vidal               | 22 tháng 5, 1987  | 74   | 15  | Bayern Munich        |
| 10 | TV | Pablo Hernández            | 24 tháng 10, 1986 | 4    | 3   | Celta                |
| 13 | TV | Erick Pulgar               | 15 tháng 1, 1994  | 2    | 0   | Bologna              |
| 20 | TV | Charles Aránguiz           | 17 tháng 4, 1989  | 40   | 6   | Bayer Leverkusen     |
| 21 | TV | Marcelo Díaz               | 30 tháng 12, 1986 | 43   | 1   | Celta                |
|    |    |                            |                   |      |     |                      |
| 7  | TĐ | Alexis Sánchez             | 19 tháng 12, 1988 | 93   | 31  | Arsenal              |
| 9  | TĐ | Mauricio Pinilla           | 4 tháng 2, 1984   | 39   | 8   | Atalanta             |
| 11 | TĐ | Eduardo Vargas             | 20 tháng 11, 1989 | 52   | 25  | Hoffenheim           |
| 14 | TĐ | Mark González              | 10 tháng 7, 1984  | 54   | 6   | Sport Recife         |
| 16 | TĐ | Nicolás Castillo           | 14 tháng 2, 1993  | 2    | 0   | Universidad Católica |
| 19 | TĐ | Fabián Orellana            | 27 tháng 1, 1986  | 35   | 2   | Celta                |
| 22 | TĐ | Édson Puch                 | 9 tháng 4, 1986   | 6    | 0   | LDU Quito            |

### Panama
Huấn luyện viên:  Hernán Darío Gómez
Đây là danh sách 23 cầu thủ của đội tuyển Panama tham dự Copa América Centenario.

| Số | VT | Cầu thủ                   | Ngày sinh (tuổi)          | Trận | Bàn | Câu lạc bộ             |
| -- | -- | ------------------------- | ------------------------- | ---- | --- | ---------------------- |
| 1  | TM | Jaime Penedo              | 26 tháng 9, 1981          | 115  | 0   | Saprissa               |
| 12 | TM | Álex Rodríguez            | 5 tháng 8, 1990           | 4    | 0   | San Francisco          |
| 22 | TM | José Calderón             | 14 tháng 8, 1985          | 14   | 0   | Platense               |
|    |    |                           |                           |      |     |                        |
| 3  | HV | Harold Cummings           | 1 tháng 3, 1992           | 43   | 0   | Alajuelense            |
| 4  | HV | Fidel Escobar             | 2 tháng 4, 1994           | 3    | 0   | Sporting San Miguelito |
| 5  | HV | Roderick Miller           | 3 tháng 4, 1992           | 16   | 0   | San Francisco          |
| 13 | HV | Adolfo Machado            | 14 tháng 2, 1985          | 58   | 1   | Saprissa               |
| 15 | HV | Martín Gómez              | 23 tháng 1, 1989          | 8    | 1   | San Francisco          |
| 17 | HV | Luis Henríquez            | 23 tháng 11, 1981         | 86   | 2   | Tauro                  |
| 23 | HV | Felipe Baloy (Đội trưởng) | 24 tháng 2, 1981          | 88   | 3   | Atlas                  |
|    |    |                           |                           |      |     |                        |
| 2  | TV | Miguel Camargo            | 5 tháng 9, 1993           | 1    | 0   | Mineros de Guayana     |
| 6  | TV | Gabriel Gómez             | 29 tháng 5, 1984          | 122  | 11  | Cartaginés             |
| 11 | TV | Armando Cooper            | 26 tháng 11, 1987         | 69   | 5   | Árabe Unido            |
| 14 | TV | Valentín Pimentel         | 30 tháng 5, 1991          | 14   | 1   | La Equidad             |
| 18 | TV | Ricardo Buitrago          | 10 tháng 3, 1985          | 19   | 3   | Juan Aurich            |
| 19 | TV | Alberto Quintero          | 18 tháng 12, 1987         | 70   | 5   | San Jose Earthquakes   |
| 20 | TV | Aníbal Godoy              | 10 tháng 2, 1990          | 65   | 1   | San Jose Earthquakes   |
| 21 | TV | Amílcar Henríquez         | 2 tháng 8, 1983 (32 tuổi) | 71   | 0   | América de Cali        |
|    |    |                           |                           |      |     |                        |
| 7  | TĐ | Blas Pérez                | 13 tháng 3, 1981          | 103  | 38  | Vancouver Whitecaps    |
| 8  | TĐ | Gabriel Torres            | 31 tháng 10, 1988         | 54   | 9   | Zamora                 |
| 9  | TĐ | Roberto Nurse             | 16 tháng 12, 1983         | 16   | 3   | Zacatecas              |
| 10 | TĐ | Luis Tejada               | 28 tháng 3, 1982          | 92   | 41  | Juan Aurich            |
| 16 | TĐ | Abdiel Arroyo             | 13 tháng 12, 1993         | 12   | 0   | RNK Split              |